# Lakatos Mihály
Lakatos Mihály (Székelyudvarhely, 1964. február 11. –) József Attila-díjas romániai magyar költő, író, műfordító.

## Életpályája
Nős, felesége Devecseri Eszter, három gyerek (Gergely, 2002, Mihály, 2005, Levente 2008) apja.
Felsőfokú tanulmányait 1989 és 1993 között a kolozsvári Babeș–Bolyai Tudományegyetemen folytatta, majd a szegedi József Attila Tudományegyetemen fejezte be 1995-ben. Ugyanitt abszolutóriumot szerzett PhD-képzésen, modern magyar irodalom szakon.
Nyirő József életművének kutatója. A szegedi Lazi Kiadó által kiadott Nyírő-életmű utószavainak szerzője. 2007-től kezdődően tárcákat és publicisztikai írásokat közöl a Magyar Hírlap, Magyar Idők, Magyar Nemzet című napilapokban.
2011–2015 között a Magyar Köztársaság Kulturális Koordinációs Központjának vezetője Sepsiszentgyörgyön.

## Művei

### Kötetei
- Előjáték (Mentor Kiadó, novellák, 1995)
- A ribanc (Pro-print Könyvkiadó, novellák, 1999)
- Vizit a gömb túloldalán (Kriterion Könyvkiadó, színművek, 2002)
- Etimo apó csodálatos meséi (Kriterion Könyvkiadó, mesék, 2002)
- Bolhaszerenád (Előretolt Helyőrség – Ráció Könyvkiadó, versek, 2010)
- Etimo apó csodálatos meséi; 2. átdolg. kiad.; Kriterion, Kolozsvár, 2012
- Súlyos ügyek (KMTG-Előretolt Helyőrség, tárcák, 2019)[2]
- Mosoly járvány idején (2021)

### Műfordításai
- Ioan Grosan: Vasul megye a NATO-ra gyúr (M-érték Könyvkiadó, 2009)
- Dan Lungu: Hogyan felejtsünk el egy nőt? (Magvető Könyvkiadó, 2010)
- Klaus Johannis: Nagyszebentől az elnöki palotáig (Cser Könyvkiadó, 2015)[3]

## Díjak
- Ifjúmunkás folyóirat (Bukarest) Debüt-díja (1988)
- A II.Országos Tehetségkutató Színműíró verseny I.díja (Szeged, 1999)
- Székelyföld folyóirat Prózadíj (2007)
- József Attila-díj (2022)[4]
- Magyar Érdemrend Lovagkeresztje (2024)[5]